# Doha Hany

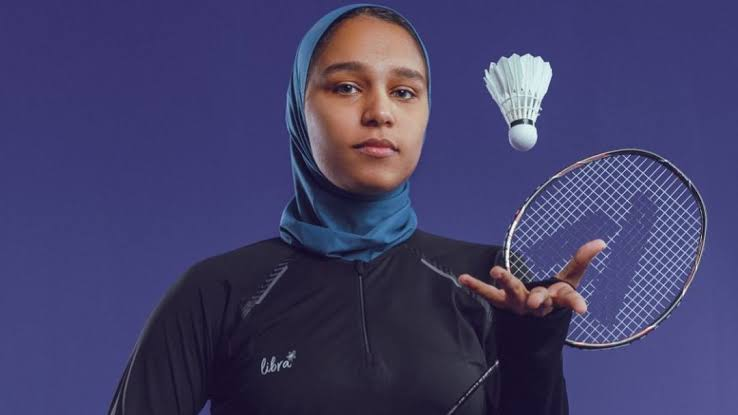
Doha Hany, 2021

Doha Hany (* 10. September 1997 in Kairo; arabisch ضحى هاني) ist eine ägyptische Badmintonspielerin.

## Karriere
Doha Hany war 2013 bei den Morocco International im Damendoppel mit Naja Mohamed erfolgreich. Im gleichen Jahr belegte sie mit ihr auch Rang zwei bei den Ethiopia International 2013. Bei dieser Veranstaltung siegte Hany auch im Mixed und im Einzel. Bei den Botswana International 2013 belegten Hany und Mohamed Rang drei ebenso wie bei den Uganda International 2014. Bei den Afrikameisterschaften gewann sie in den Einzeldisziplinen in den Jahren 2017 und 2018 jeweils Silber und Bronze, 2019 Bronze und 2020 Gold und Bronze. Von den Afrikaspielen 2019 kehrte sie mit einem kompletten Medaillensatz zurück. Weitere Titel gewann sie unter anderem bei den Kenya International, Zambia International, Cameroon International, Uganda International, Botswana International und Egypt International.